# Canoa/kayak ai Giochi della XXVIII Olimpiade - C2 1000 metri maschile

## Batterie
Hanno partecipato alle batterie di qualificazione 14 equipaggi: i primi tre delle due batterie si sono qualificati direttamente per la finale, mentre i restanti 8 hanno disputato la gara di semifinale.
23 agosto 2004
| Posizione | Atleta                                | Paese       | Tempo       |
| --------- | ------------------------------------- | ----------- | ----------- |
| 1         | Silviu Simioncencu e Florin Popescu   | Romania     | 3:30.419 QF |
| 2         | Ibrahim Rojas e Ledis Balceiro        | Cuba        | 3:30.435 QF |
| 3         | Michał Śliwiński e Łukasz Woszczyński | Polonia     | 3:30.607 QF |
| 4         | Richard Dalton e Michael Scarola      | Canada      | 3:31.123 QS |
| 5         | Meng Guanliang e Yang Wenjun          | Cina        | 3:31.795 QS |
| 6         | Peter Pales e Daniel Biksadsky        | Slovacchia  | 3:47.263 QS |
| 7         | Jordan Malloch e Nathan Johnson       | Stati Uniti | 3:50.735 QS |

| Posizione | Atleta                                         | Paese       | Tempo       |
| --------- | ---------------------------------------------- | ----------- | ----------- |
| 1         | Christian Gille e Tomasz Wylenzek              | Germania    | 3:30.059 QF |
| 2         | Aleksandr Kostoglod e Alexander Kovalev        | Russia      | 3:31.023 QF |
| 3         | György Kozmann e György Kolonics               | Ungheria    | 3:31.775 QF |
| 4         | Alfredo Bea e David Mascato                    | Spagna      | 3:32.355 QS |
| 5         | Yannick Lavigne e Jose Lenoir                  | Francia     | 3:35.939 QS |
| 6         | Maksym Prokopenko e Ruslan Dzhalilov           | Ucraina     | 3:36.075 QS |
| 7         | Aljaksandr Kurljandčyk e Aljaksandr Bahdanovič | Bielorussia | 3:38.391 QS |

## Semifinale
I primi tre equipaggi della semifinale si sono qualificati, raggiungendo gli altri equipaggi già qualificati per la finale.
25 agosto 2004
| Posizione | Atleta                                         | Paese       | Tempo       |
| --------- | ---------------------------------------------- | ----------- | ----------- |
| 1         | Alfredo Bea e David Mascato                    | Spagna      | 3:31.876 QF |
| 2         | Richard Dalton e Michael Scarola               | Canada      | 3:32.280 QF |
| 3         | Meng Guanliang e Yang Wenjun                   | Cina        | 3:32.792 QF |
| 4         | Aljaksandr Kurljandčyk e Aljaksandr Bahdanovič | Bielorussia | 3:33.588    |
| 5         | Yannick Lavigne e Jose Lenoir                  | Francia     | 3:35.232    |
| 6         | Maksym Prokopenko e Ruslan Dzhalilov           | Ucraina     | 3:35.740    |
| 7         | Peter Pales e Daniel Biksadsky                 | Slovacchia  | 3:36.572    |
| 8         | Jordan Malloch e Nathan Johnson                | Stati Uniti | 3:46.036    |

## Finale
27 agosto 2004
| Posizione | Atleta                                  | Paese    | Tempo    |
| --------- | --------------------------------------- | -------- | -------- |
|           | Christian Gille e Tomasz Wylenzek       | Germania | 3:41.802 |
|           | Aleksandr Kostoglod e Aleksandr Kovalëv | Russia   | 3:42.990 |
|           | György Kozmann e György Kolonics        | Ungheria | 3:43.106 |
| 4         | Silviu Simioncencu e Florin Popescu     | Romania  | 3:43.858 |
| 5         | Michał Śliwiński e Łukasz Woszczyński   | Polonia  | 3:44.338 |
| 6         | Richard Dalton e Michael Scarola        | Canada   | 3:45.638 |
| 7         | Alfredo Bea e David Mascato             | Spagna   | 3:45.766 |
| 8         | Ibrahim Rojas e Ledis Balceiro          | Cuba     | 3:50.346 |
| 9         | Meng Guanliang e Yang Wenjun            | Cina     | 3:52.926 |